# ユヌズ・アヤノヴィッチ
ユヌズ・アヤノヴィッチ（Junuz Ajanović、1890年5月10日 - 1945年7月）は、クロアチアの軍人。ムスリム。
第一次世界大戦に従軍。オーストリア＝ハンガリー帝国崩壊後、ユーゴスラビア軍で勤務。
クロアチア独立国建国と共に、クロアチア軍（ドモブラン）に入隊し、2人しかいないムスリム出身将官の1人となった（もう1人はムハメッド・フロミッチ）。1941年から第3山岳歩兵旅団、後に第12イモト師団を指揮した。極めて狂信的で、正教徒住民を残虐に扱った。大戦末期、ユーゴスラビア軍の捕虜となる。終戦後、死刑を言い渡され、銃殺。